# تجارة الخيول

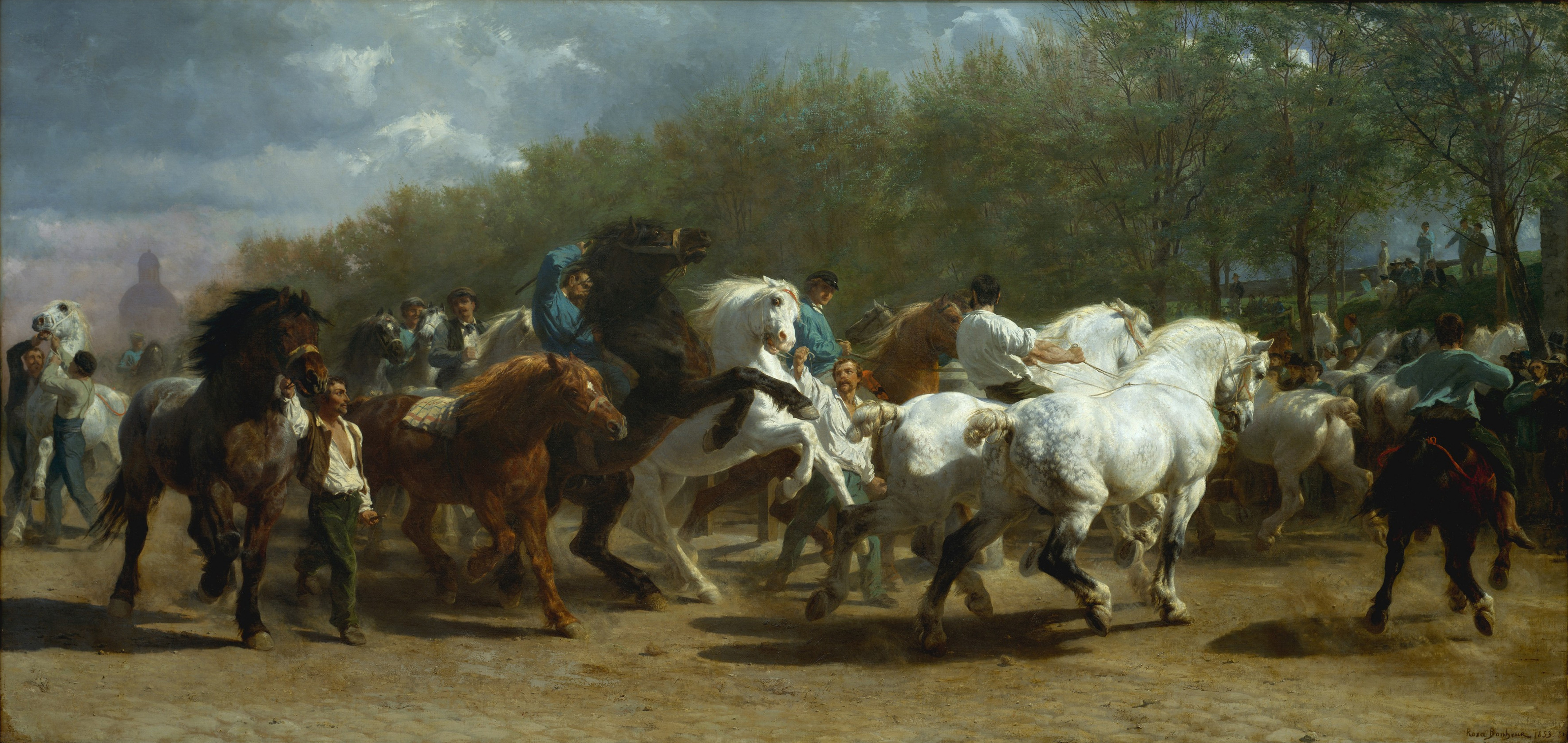
معرض الخيول – تصوير لسوق الخيول في باريس في خمسينيات القرن التاسع عشر

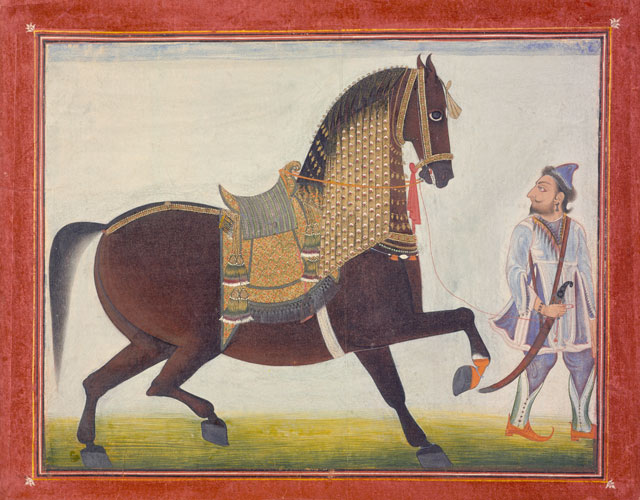
حصان وتاجره، حوالي عام 1800

تجارة الخيول -بالمعنى الحرفي- هي بيع وشراء الخيول، وتسمى أيضًا "مقايضة الخيول". نظرًا لصعوبة تقييم مزايا الحصان المعروض للبيع، فقد كانت هذه التجارة مكانًا خضبًا لانعدام الأمانة، مما أدى إلى استخدام مصطلح تجارة الخيول (أو مقايضة الخيول) ككناية عامة النطاق للمساومات المعقدة أو المعاملات الأخرى، كتجارة الأصوات السياسية. وكما هو متوقع، فقد استغل كثير من بائعي الخيول من تلك الفرص، ولذا اكتسب أولئك الذين يتعاملون مع الخيول سمعة سيئة في الممارسات التجارية المخادعة.

## طريق شاي الخيول

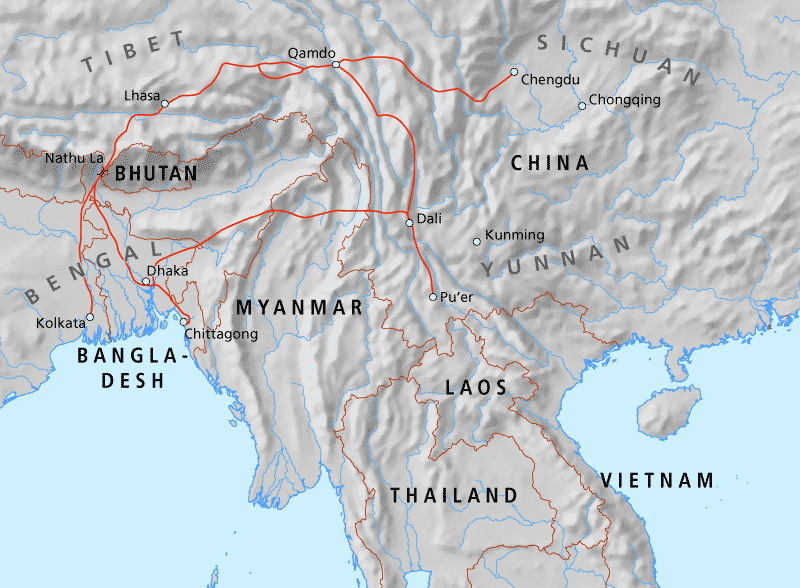
خريطة لطريق شاي الخيول

طريق حصان الشاي أو تشاماداو (بالصينية المبسطة: 茶马道، وبالصينية التقليدية: 茶馬道)، يشار إليه الآن عمومًا باسم طريق حصان الشاي القديم أو تشاماغوداو (بالصينية المبسطة: 茶马古道، وبالصينية التقليدية: 茶馬古道) كانت شبكة من مسارات القوافل المتعرجة عبر جبال سيتشوان ويونان والتبت في جنوب غربي الصين. وكانت هذه أيضًا طريقًا لتجارة الشاي. هناك العديد من العناصر الأثرية والنصبية الباقية، بما في ذلك الممرات والجسور ومحطات الطريق ومدن السوق والقصور ومراكز العرض والأضرحة والمعابد على طول الطريق.

## أصل العبارة
مع تراجع معايير الأعمال الأخلاقية في الولايات المتحدة في العصر المذهب، أصبح يُنظر إلى أنشطة تجار الخيول بشكل متزايد على أنها المنتج الطبيعي والمرغوب فيه جزئيًا لسوق تنافسية وليس كأعراض للفساد الأخلاقي. في افتتاحية صحيفة نيويورك تايمز عام 1893 التي انتقدت فيها قانونًا مقترحًا يجعل من غير القانوني لأي صحيفة أن تذكر أعداد توزيعها بشكل كاذب، أعلن المؤلف أنه "إذا تم إيقاف الكذب بموجب القانون، فإن تجارة الخيول ستنتهي، وستُحرم الحانات ومحلات البقالة الريفية في فصل الشتاء حتى من متعة الأنشطة المحدودة التي تتمتع بها الآن".
ونتيجة لهذا الموقف، تم تبني مصطلح تجارة الخيول على نطاق واسع كوسيلة لوصف ما يمكن اعتباره ممارسات تجارية غير أخلاقية في ضوء أكثر إيجابية. من المحتمل أن يكون منشور ديفيد هاروم لإدوارد نويز ويستكوت عام 1898 -والذي رأت شخصيته الرئيسية كل الأعمال من خلال عدسة تجارة الخيول- قد أدّى دورًا رئيسيًا في هذا.

## كمصطلح سياسي
وفي تطور إضافي للمعنى، أصبحت تجارة الخيول تشير على وجه التحديد إلى المتاجرة بالتصويتات السياسية. هذا هو الآن المعنى الأشهر للمصطلح، والذي حل إلى حد بعيد محل المصطلح الأقدم.
تُعرف المساومة السياسية في بعض اللغات بـ"تجارة البقر" (بالألمانية: Kuhhandel) (بالسويدية: Kohandel) (بالفنلندية: Lehmänkauppa). في السويد، سميت اتفاقية مايو 1933 بين الحزب الاشتراكي الديمقراطي السويدي ورابطة المزارعين السويديين بذلك الاسم.